# Ouled Hedadj
Ouled Hedadj (în arabă أولاد ھداج) este o comună din provincia Boumerdès, Algeria.
Populația comunei este de 30.573 de locuitori (2008).